# Grevillea latifolia
Grevillea latifolia är en tvåhjärtbladig växtart som beskrevs av Charles Austin Gardner. Grevillea latifolia ingår i släktet Grevillea och familjen Proteaceae. Inga underarter finns listade i Catalogue of Life.